# Augusta Coupey
Augusta Coupey, née à Guingamp le 2 février 1838 et morte dans la même ville le 28 avril 1913, est une fabuliste, romancière, autrice d’ouvrages pour la jeunesse, poète et compositrice française.

## Biographie
Fille du libraire guingampais Florentin Coupey et de Marie-Jeanne Frouin, Augusta Coupey naît à Guingamp le 2 février 1838,. 
En 1869, elle publie à Paris, chez Marcel Colombier, sous le nom Mlle Augusta Coupey-Delattre, une chansonnette intitulée Mon trésor dont elle écrit les paroles et la musique, et qu'elle intégrera en 1874 dans son roman Marielle. Elle compose ensuite d'autres musiques sur ses propres poèmes et sur le poème Il était là de Victor Cherbuliez .
Admise en 1873 à la Société des gens de lettres après avoir publié son roman L'Orpheline du 41e, elle publie en 1875 un recueil de poèmes intitulé Muse des enfants, sous-titré Poésies amusantes et morales. Parmi ces dernières se trouvent quelques fables qui seront reprises en 1881 dans son recueil intitulé Fables originales, où elle explique en préface ne pas vouloir reformuler des fables anciennes comme bien des fabulistes avant elle, mais inventer de nouvelles fables.
Habitant place du centre à Guingamp, elle y meurt à soixante-quinze ans le 28 avril 1913,,.
Son roman Imato est proposé par Louis Dimier en 1923 pour le Grand prix des méconnus.

## Œuvres
- L'Orpheline du 41e, Paris, Pillet, 1872, 462 p. (publié en feuilleton dans le Nouvelliste de Bellac du 30 juin 1878[12] au 2 février 1879[13].
- Marielle, Paris, Sandoz et Fischbacher, 1874, 499 p. (publié en feuilleton dans la Feuille d'avis de Neuchâtel du 23 juillet à novembre 1878[14] et dans le Nouvelliste de Bellac du 31 octobre 1880[15] au 10 avril 1881[16])
- Muse des enfants  (Wikisource), Paris, Plon, 1875, 223 p.
- Le Serf de la princesse Latone, drame de l'émancipation russe, Paris, Didier, 1877, 428 p. (lire en ligne)
- Une Intrigue diplomatique, Pologne, France et Russie, Saint-Brieuc, Ch. Le Maout, 1877
- Enfantines militaires, poésies, vol. 1, Epinal, Pellerin, 1880 (lire en ligne)
- Enfantines militaires, poésies, vol. 2, Epinal, Pellerin, 1880 (lire en ligne)
- Fables originales  (Wikisource), Paris, Ed. Dentu, 1881, 161 p. (lire en ligne)
- Pensées françaises, Guingamp, Vve Rouquette, 1883
- Livre bonbon, Paris, Calvet-Rochette, 1893, 352 p.
- Imato, rex Dei, Paris, A. Lemerre, 1912, 331 p.

### Imagerie Pellerin
- Le petit Chaperon-bleu[17]
- L’ami Pierrot, planche n°70[18]
- La paix universelle, planche n°79
- Le fils de Vivette, planche n°82[19]
- Les défauts de la reine, planche n°83
- La fille de Cendrillon, planche n°84
- L’âne, planche n°87
- Les quatre sous, planche n°88
- L’avocat, planche n°246
- Le chat et le chasseur, planche n°262
- Les petits chats, planche n°586[20]

### Partitions musicales
- Mon trésor. Chansonnette, Paris, chez Marcel Colombier, 1869[21].
- Parvenez à le lire, Paris, A. Bocq, 1872[22].
- Le chant qui passe, Paris, Marcel Colombier, 1881[23].
- Il était là (paroles de Victor Cherbuliez), Paris, E. Chatot, 1883[24].
- Enfant, c'est toi !, Rennes, Bonnel, 1885[25].
- La Berceuse des anges, Paris, E. Chatot, 1888, 3 p. (lire en ligne)
- Le Cuirassier : valse militaire (facile), Paris, E. Chatot, 1890, 5 p. (lire en ligne)
- Le Chant du cygne : valse harmonieuse, Paris, E. Chatot, 1890, 9 p. (lire en ligne)